# Prosper Morel
Prosper Alexander Jozef Maria Morel (Ieper, 6 oktober 1809 - 14 september 1878) was een Belgisch rooms-katholiek priester.

## Levensloop
Prosper Morel was een zoon van Lodewijk-Frans (Louis) Morel (°1775) en Catharine Delebecque. Zijn vader, voormalig directeur van het gemeentelijk college in de Franse en de Hollandse tijd, was van 1834 tot 1847 leraar wiskunde en Frans in het bisschoppelijk Sint-Vincentiuscollege in Ieper. Zijn moeder was een zus van Lodewijk Jozef Delebecque, die in 1838 bisschop van Gent werd.
Na middelbare school in Ieper te hebben gelopen, trad hij in het Gentse seminarie in en werd op 22 december 1832 tot priester gewijd. Twee neven van hem, Fideel en Frans Morel, zoons van volksvertegenwoordiger Pierre Morel-Danheel, werden op dezelfde dag tot priester gewijd. Hij werd onmiddellijk onderpastoor op de Onze-Lieve-Vrouweparochie in Waasmunster. In maart 1833 werd hij overgeplaatst naar Veurne.

## In Brugge
Toen zijn oom (slechts elf jaar ouder), Lodewijk Delebecque, op 1 oktober 1833 tot president werd benoemd van het seminarie in het nieuwe bisdom Brugge, werd de jonge Morel tot econoom van het seminarie benoemd. Hij bleef dit tot in 1839.
Prosper Morel werd een zeer dynamisch econoom die zich inzette om van de relatief vervallen gebouwen van de Duinenabdij een modern en tegelijk prestigieus gebouw te maken. Hij kwam net op tijd om een behoorlijk deel van de nalatenschap van de laatste monnik van de Duinenabdij, Nicolaas de Roover (1750-1833) te kunnen in ontvangst nemen. Samen met de kredieten die door de provincie West-Vlaanderen werden vrijgemaakt, werd de voormalige abdij in zijn vroegere glorie hersteld en werd er een nieuwe vleugel aan toegevoegd. 

## In Gent
Zijn oom werd in 1838 tot hulpbisschop-coadjutor van Gent benoemd, maar nog voor hij gewijd werd, overleed bisschop Van de Velde en werd Delebecque als 21ste bisschop van Gent ingewijd. Na enkele maanden riep hij zijn neef naar Gent en benoemde hem tot econoom van het bisdom. In 1840 gaf hij hem de titel van erekanunnik en in 1842 tijd werd hij titulair kanunnik, lid van het Gentse kapittel.
De verhouding tussen de jonge bisschop en de meestal oudere leden van het kapittel was niet optimaal. Delebecque was dynamisch maar weinig diplomatisch. Het botste dan ook vaak. Morel, verdacht de spion van de bisschop te zijn binnen het kapittel, deelde mee in de brokken.
Het belette niet dat hij even dynamisch was als in Brugge. Hij nam heel wat initiatieven voor het bouwen van een nieuw bisschoppelijk paleis, van nieuwe parochiekerken, van nieuwe kloosters en scholen, enz. Zoals hij in Brugge had kunnen beroep doen op de nalatenschap van Nicolaas de Roover, kon hij in Gent beroep doen op de nalatenschap van de laatste monnik van de Sint-Pietersabdij, Geerssen.
In het begin van de jaren veertig knoopte hij vertrouwvolle relaties aan met de pauselijke nuntius in België, Raffaele Fornari. Dit leverde hem de eretitel op van huisprelaat van de paus. 
Weldra liepen geruchten dat kanunnik Morel het niet te nauw nam met de verplichting van celibaat. In de periode van hevige politieke tegenstellingen tussen katholieken en liberalen, waarbij Delebecque zich als stevige ondersteuner van de katholieke politici liet gelden, werden zowel hij als zijn vertrouwensman in de liberale kranten scherp gehekeld en werden persoonlijke aanvallen allerminst gemeden. Ze kenden een hoogtepunt in 1846 met een pamflet gepubliceerd door de ex-priester Benoît Beeckman. De toestand bleek onhoudbaar en Morel diende ontslag te nemen en zich in Ieper en het bisdom Brugge terug te trekken.

## In Ieper
In tegenstelling tot wat Beeckman beweerde, werden hem zijn eretitels niet ontnomen. Hij bleef gedurende de dertig volgende jaren een gerespecteerde prelaat die zich in het Ieperse met allerhande activiteiten onledig hield.
Zo was hij nauw betrokken bij de schoolactiviteiten van de in Ieper gestichte congregatie van Zusters van de Heilige Jozef. In 1857 bekostigde hij een nieuwe vleugel aan het gebouw van de school die deze zusters in Waregem leidden.
Hij was eigenaar in Waregem van de hofstede Munkenhof, ooit eigendom van de Gentse Sint-Pietersabdij. In 1864 verkocht hij de eigendom aan notaris Jules Lammens.
Op het doodsprentje stonden teksten die wellicht verwezen naar de problemen die hij destijds had doorstaan: In de dagen mijner beproevingen heb ik God gezocht. Gelukkig die de Heer bezoekt in zijne bermhertigheid en die de beproevingen met onderwerpinge aanveert.

## Voetnota
1. ↑  Opvoeden, geloven en samenleven in het Sint-Vincentiuscollege te Ieper in de periode 1955-1980, proefschrift Bert Segier, pagina 9